# Utetheisa lactea
Utetheisa lactea là một loài bướm đêm thuộc phân họ Arctiinae, họ Erebidae.